# Berghag
Berghag är en bebyggelse i Nyköpings kommun i Södermanlands län, belägen ungefär 6 km söder om Nyköping. SCB avgränsade här från 1990 till 2023 en småort.